# Sam Andrew
Sam Houston Andrew III (18 décembre 1941 – 12 février 2015) est un musicien de rock américain, chanteur, auteur-compositeur, artiste et membre fondateur ainsi que guitariste du groupe Big Brother and the Holding Company. Au cours de sa carrière de musicien et compositeur, Andrew a obtenu trois albums certifiés platine et deux singles à succès. Ses chansons ont été utilisées dans de nombreuses bandes sonores de grands films et documentaires.